# Tarbagataj
Tarbagataj (chiń. upr. 塔尔巴哈台山; pinyin Tǎ’ěrbāhātái Shān; kaz. Тарбағатай; ros. Тарбагатай) – pasmo górskie w centralnej Azji, na granicy Kazachstanu i Chin. 
Tarbagataj stanowi wschodnie zakończenie Pogórza Kazachskiego. Rozciąga się równoleżnikowo na długości około 300 km między Kotliną Bałchasko-Ałakolską na południu a Kotliną Zajsańską na północy. Na wschodzie znajduje jeszcze przedłużenie w mniejszym paśmie górskim Saur. Zachodnia część pasma leży w Kazachstanie, głównym grzbietem części wschodniej biegnie granica kazachsko-chińska. Najwyższy szczyt to Tastau, o wysokości 2992,7 m n.p.m. 
Pasmo jest zbudowane z wapieni (rozwinięte zjawiska krasowe), piaskowców i granitów. Północny skłon jest połogi, południowy stromy. Skłony są pocięte wąwozami. U podnóży stepy i półpustynie, bujniejsza roślinność w dolinach rzek, po stronie południowej zarośla krzewiaste. Główny grzbiet płaski, pocięty licznymi przełęczami. W górach Tarbagataj biorą początek liczne rzeki spływające do jezior Ała-kol i Zajsan.